# Waxy
Waxy is een Amerikaanse stonerrockband uit de woestijn van Zuid-Californië die deel uitmaakt van de Palm Desert Scene. De band bestaat uit zanger/gitarist Robbie Waldman (alias Robert Owen), bassiste Carlyn Park en drummer Tyler Ontiveros (alias Ty Veros). De band heeft diverse personeelswissels en gastmuzikanten gekend en bracht tussen 2005 en 2018 vijf albums uit.

## Geschiedenis
De band ontstond in Californië en heeft zijn wortels in de Palm Desert Scene. De originele bandleden waren Robert Owen (zang en gitaar), Fred Kore (drums) en Charles Pasarell (basgitaar). In 2005 bracht de band zijn eerste, titelloze, album uit.
Na hun titelloze debuut in 2005 werd in 2007 de opvolger Chainsaw Holiday uitgebracht. Deze bevat gastoptredens van Alfredo Hernández, Jesse Hughes and John Garcia. In 2007 opende de band voor Brant Bjork en de Bros (voorheen van Kyuss) in München voor een uitverkocht publiek. In 2011 volgde hun derde album, deze had net als het eerste album geen specifieke naam. In datzelfde jaar tourde de band als voorprogramma van Kyuss Lives! in Europa. De band was in 2013 in Toronto voor NxNE en in 2014 voor de Canadian Music Week.
Het album Without Any eXplanation whY werd in 2014 uitgebracht. Verschillende gastmuzikanten waaronder Jessie Hughes (Eagles of Death Metal, Desert Sessions) John Garcia (Kyuss, Slo Burn en Hermano) Alfredo Hernandez (Kyuss, Queens of the Stone Age) Ed Mundell (Monster Magnet) Gary Arce (Yawning Man, Fatso Jetson) Mario Lalli (Fatso Jetson en Yawning Man) en Zac Rae (Alanis Morissette, Macy Gray) waren hierbij betrokken. In hetzelfde jaar waren ze support voor Wino (van Saint Vitus) voor vier shows aan de westkust van de Verenigde Staten. Ook speelden ze vier shows in Australië met John Garcia.
Het meest recente album van de band is Betting On Forgetting en stamt uit 2018. Gastmuzikanten zijn onder meer Nick Oliveri, John Garcia, Ronnie King, Sean Wheeler en Steve Feldman. Voor dit album tourde de band in de VS, diverse landen in Europa en in Canada. In 2020 kwam het nummer It's No Mistake als 7" gelimiteerde split-single uit met een nummer van de band Avon op de andere zijde.

## Discography
- 2005:
  - Waxy (CD, Album) Bowlleg Records – 8092
    - tracklist:
      1. I Was Wrong to Stay
      2. Lost Invisible
      3. Shadow
      4. Heidi
      5. What We Were
      6. It's Over
      7. One of the Few
      8. Unshared
      9. It's No Easier
      10. Paper Mache Love
      11. Celebrate
      12. We Get Hello
      13. I'd Do Anything
      14. Suicidal
      15. Now That You're Gone
- 2007:
  - Chainsaw Holiday (CD) Bowlleg Records – 24586
    - tracklist:
      1. Motorcade
      2. It's Over
      3. White Walls
      4. Over Before It Began
      5. Vicious
      6. Deny Yourself
      7. Tied On Tight
      8. Nothing's Impossible
      9. Shadow
      10. Remember...Useless
      11. Grab Bag
      12. What We Were
      13. Lost Invisible
- 2011:
  - Waxy (CD, Album, Cardboard) Bowlleg Records – 789875017015
    1. Disaster
    2. It's Just A Name
    3. You Say Yes
    4. Slowly Erasing
    5. To Get Closer
    6. It's So Hard
    7. So Far Gone
    8. I Could Always
    9. Vanilla Sunrise
    10. Now You
    11. Eleven
- 2014:
  - Without Any eXplanation whY (Vinyl Album, limited edition) Not on label
    1. Disaster
    2. It's Just A Name
    3. Slowly Erasing
    4. Over Before It Began
    5. Vicious
    6. Motorcade
    7. Eleven
    8. What We Were
    9. White Walls
- 2018:
  - Betting on Forgetting (CD, Album, Vinyl) Ruined Vibes – Waxy 1801
    1. Dead & Gone
    2. Never Was Enough
    3. Hoof & The Horn
    4. Fine
    5. There She Goes
    6. Repeater
    7. Antidote
    8. Two Faced
    9. Vanilla
    10. Run
    11. Getting Lost Getting Found

- MusicBrainz: 1b2cd3ab-a722-4786-a99e-aef61089dd35